# Echinocereus stramineus
Echinocereus stramineus är en kaktusväxtart som först beskrevs av Georg George Engelmann, och fick sitt nu gällande namn av F. Seitz. Echinocereus stramineus ingår i släktet Echinocereus och familjen kaktusväxter.

## Underarter
Arten delas in i följande underarter:
- E. s. occidentalis
- E. s. stramineus

## Bildgalleri

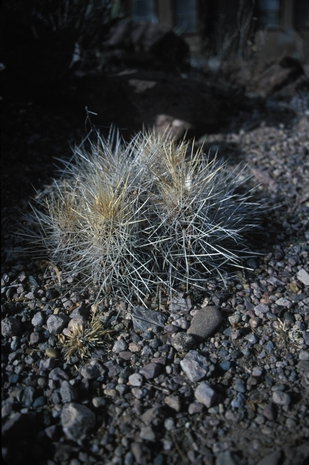
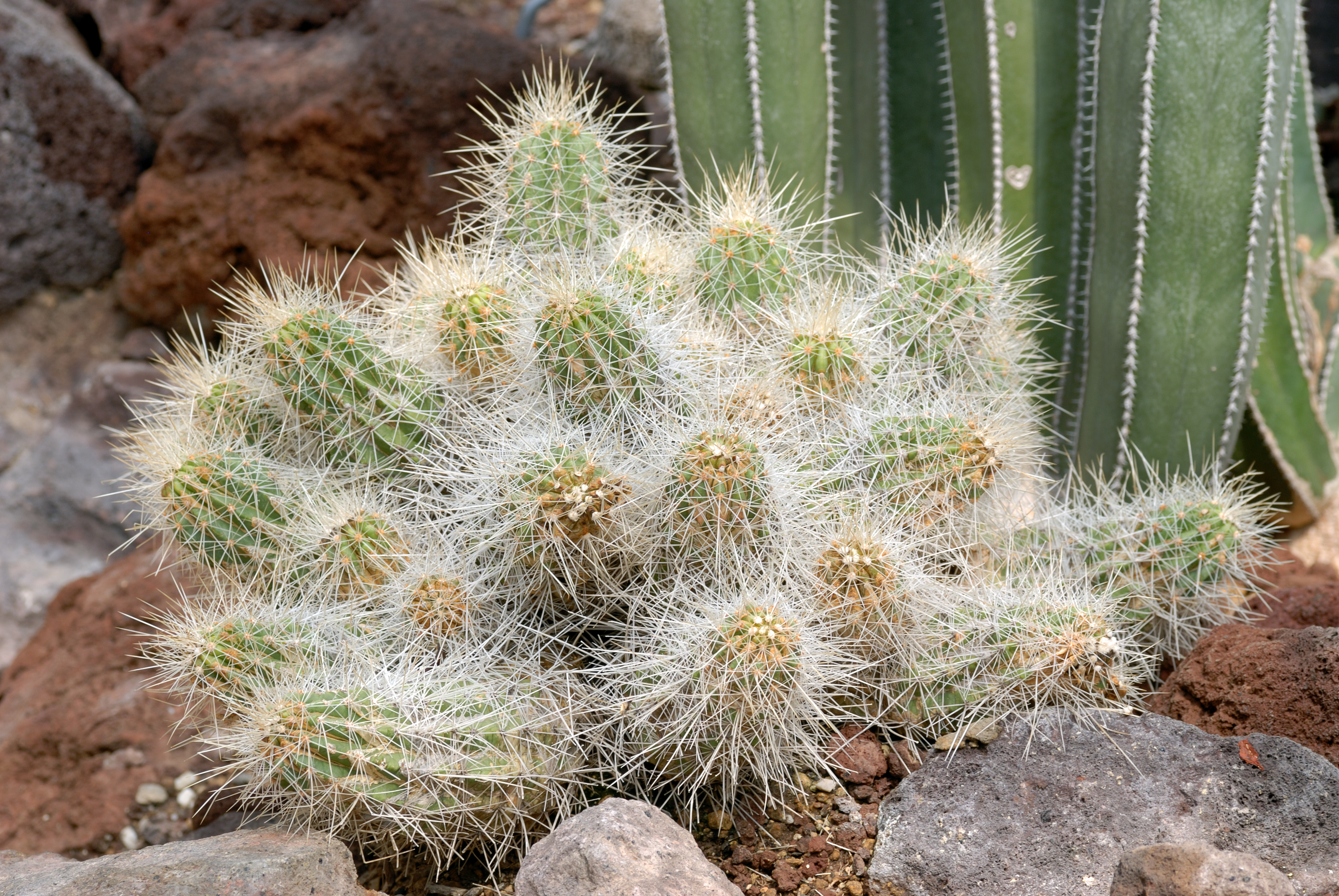
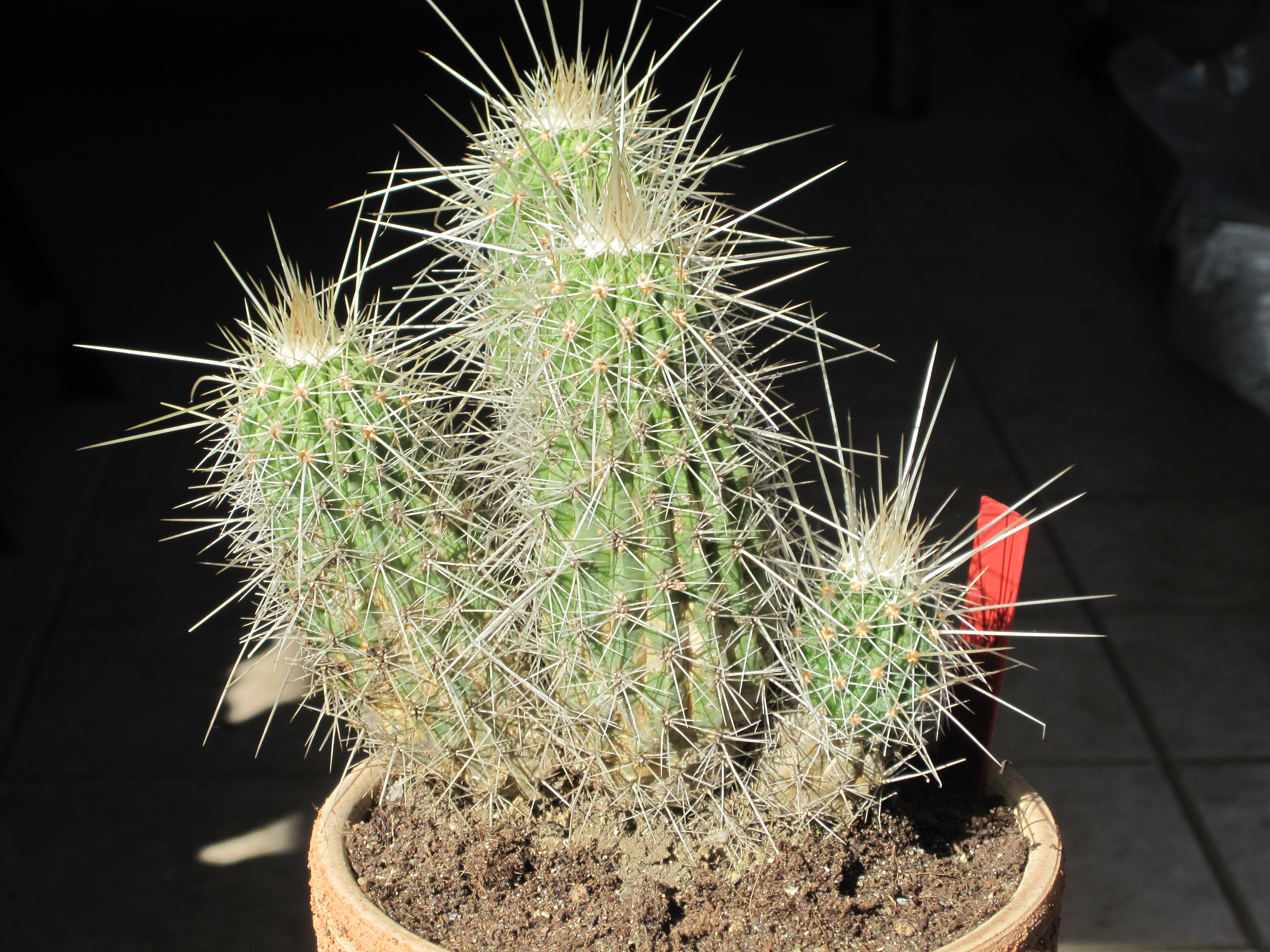
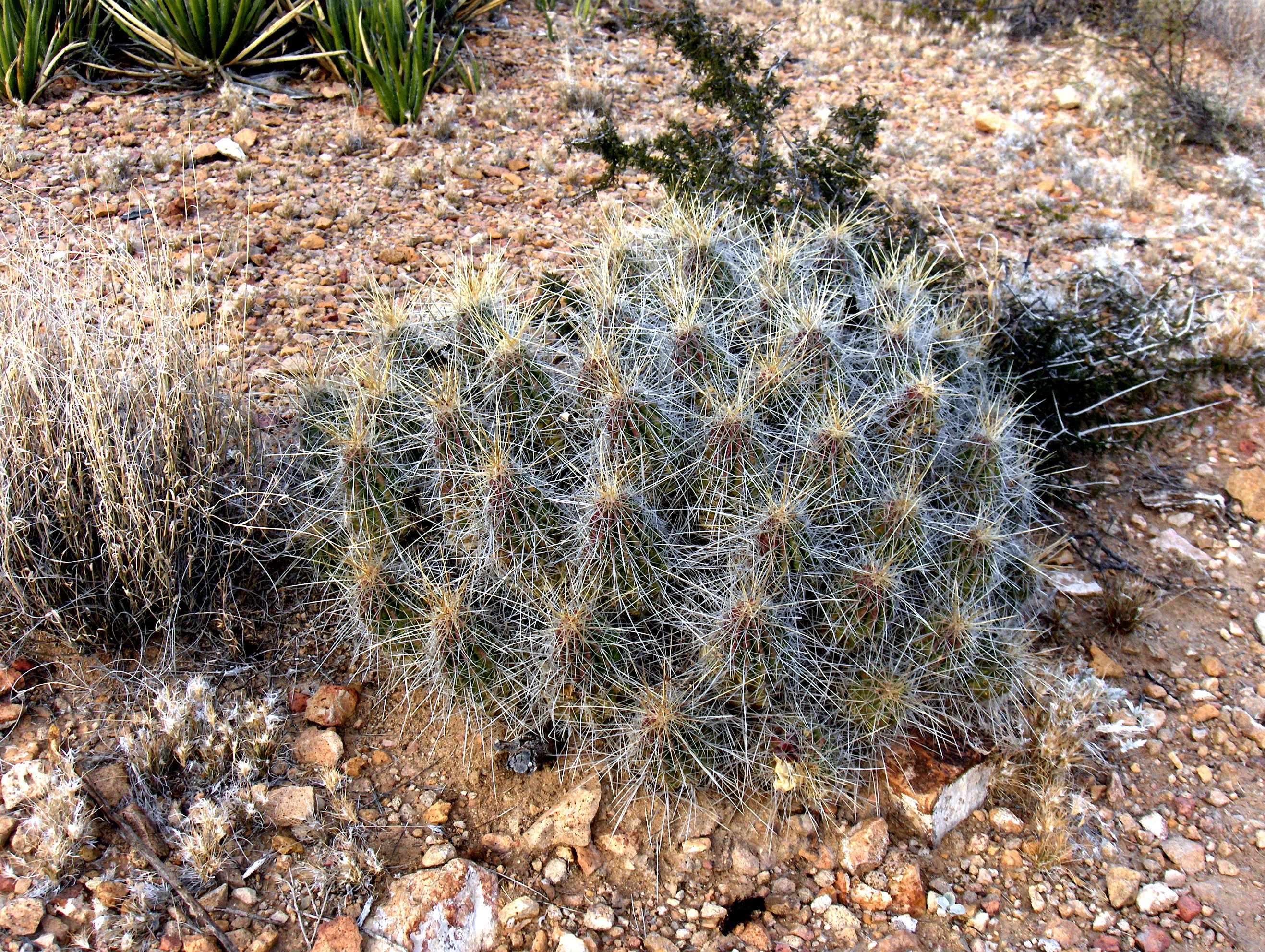